# Озанн-Монцель
Озанн-Монцель (нім. Osann-Monzel) — громада в Німеччині, розташована в землі Рейнланд-Пфальц. Входить до складу району Бернкастель-Віттліх. Складова частина об'єднання громад Віттліх-Ланд.
Площа — 16,58 км2. Населення становить 1724 ос. (станом на 31 грудня 2020).

## Галерея

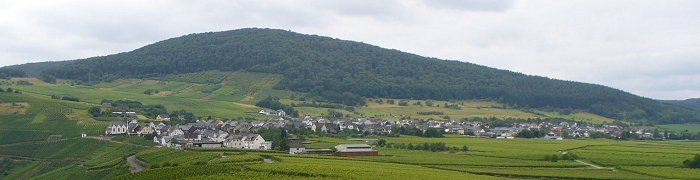
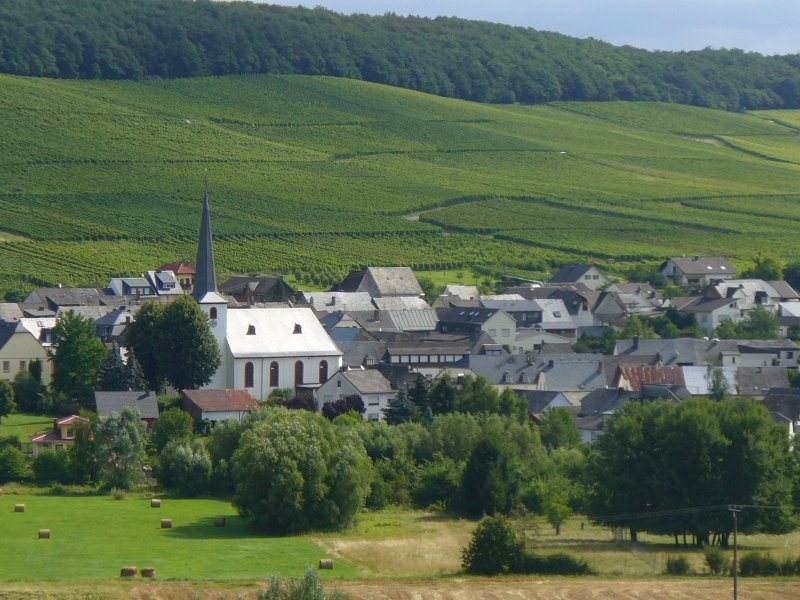